# Chalybeothemis
Genre
Chalybeothemis est un genre de libellules de la famille des Libellulidae (sous-ordre des Anisoptères, ordre des Odonates).

## Liste des espèces
Selon GBIF (13 septembre 2023) :
- Chalybeothemis chini Dow, Choong & Orr, 2007
- Chalybeothemis fluviatilis Lieftinck, 1933
- Chalybeothemis pruinosa Dow, Choong & Orr, 2007

## Systématique
Le nom valide complet (avec auteur) de ce taxon est Chalybeothemis Lieftinck (d), 1933.